# Jørgen Timm
Jørgen Timm (* 1949) ist ein ehemaliger dänischer Radrennfahrer und nationaler Meister im Radsport.

## Sportliche Laufbahn
Timm war Straßenradsportler und hatte seinen ersten Einsatz für die dänische Nationalmannschaft 1969 in der Bulgarien-Rundfahrt. 1970 war er am Start der Internationalen Friedensfahrt, die er als 24. des Gesamtklassements beendete. 1971 wurde er 49. in diesem Etappenrennen, 1972 schied er aus.
1972 wurde Timm nationaler Meister im Straßenrennen und Dritter im Einzelzeitfahren. 1974 wurde er erneut Straßenmeister vor Jørgen Marcussen, im Einzelzeitfahren wurde er Dritter. Mit dem Stjerneløbet gewann er 1972 und 1976 eines der traditionsreichsten Eintagesrennen in Dänemark.
1976 gewann er die nationale Meisterschaft im Einzelzeitfahren. In der Tour of Sambia wurde er beim Sieg seines Landsmannenes Per Rydicher Dritter, wobei er eine Etappe gewann.